# Премія «Неб'юла» за найкращий сценарій
Премія «Неб'юла» за найкращий сценарій (англ. Nebula Award for Best Script) — щорічна премія, яку присуджували за науково-фантастичні та фентезійні сценарії фільмів та епізодів телесеріалів. Премію вручала Асоціація авторів наукової фантастики та фентезі Америки з 1974 до 1978 року та з 2000 до 2009 року.
Премію присуджували під різними назвами: у 1974, 1975 та 1977 роках — за найкраще драматичне представлення (англ. Best Dramatic Presentation), а у 1976 році — за найкращий драматичний твір (англ. Best Dramatic Writing). У 2010 році вручення премії було припинено, її замінила премія Рея Бредбері, яка не є премією «Неб'юла», але її присуджують на церемонії нагородження премії «Неб'юла» й вона регулюється її правилам і процедурами.

## Процес відбору
Номінантів та лауреатів премії «Неб'юла» обирає Асоціація авторів наукової фантастики та фентезі Америки, хоча самі автори номінованих творів можуть не бути членами товариства. Вибір номінантів відбувається з листопада до лютого, у березні проходить голосування. Церемонія нагородження відбувається у травні. Авторам заборонено номінувати свої твори.

## Статистика премії
За 15 років існування номінації, було присуджено 14 нагород за найкращий сценарій, включаючи спеціальну нагороду, яку отримав у 1978 році фільм «Зоряні війни: Нова надія». 1977 року не було присуджено премію, бо жоден з номінантів не отримав більшість голосів. З усіх франшиз найбільшу кількість нагород або номінацій отримала кінотрилогія «Володар перснів», яка отримала три премії. Франшизи «Зоряний крейсер "Галактика"», трилогія про Бетмена Крістофера Нолана, «Баффі — переможниця вампірів» і «Доктор Хто» мали по дві номінації та жодної перемоги. Найбільшу кількість номінацій (по три кожен) мали Міядзакі Хаяо, Крістофер Нолан, Джосс Відон та сценаристи кінотрилогії «Володар перснів».

## Лауреати та номінанти премії
| Переможці виділені окремим кольором. |

### 1970-ті
| Рік  | Лауреати та номінанти                                                            | Назва твору мовою оригіналу                   | Назва твору українською мовою                   | Видавець                       | Прим. |
| ---- | -------------------------------------------------------------------------------- | --------------------------------------------- | ----------------------------------------------- | ------------------------------ | ----- |
| 1974 | Стенлі Р. Грінберг (сценарій), Гаррі Гаррісон (роман)                            | «Soylent Green»                               | «Зелений сойлент»                               | «Metro-Goldwyn-Mayer»          | [ 5 ] |
| 1974 | Майкл Крайтон                                                                    | «Westworld»                                   | «Західний світ»                                 | «Metro-Goldwyn-Mayer»          | [ 5 ] |
| 1974 | Брюс Джей Фрідмен                                                                | «Steambath»                                   | «Парівка»                                       | «PBS»                          | [ 5 ] |
| 1974 | Браєн Мур (сценарій, роман)                                                      | «Catholics»                                   | «Католики»                                      | «ITV»                          | [ 5 ] |
| 1975 | Вуді Аллен                                                                       | «Sleeper»                                     | «Сплячий»                                       | «United Artists»               | [ 6 ] |
| 1975 | Крістофер Ішервуд і Дон Бачарді (сценарій), Мері Шеллі (роман)                   | «Frankenstein: The True Story»                | «Франкенштейн: Справжня історія»                | «NBC»                          | [ 6 ] |
| 1975 | Рене Лалу та Ролан Топор (сценарій), Стефан Вуль (роман)                         | «Fantastic Planet»                            | «Фантастична планета»                           | «Argos Films»                  | [ 6 ] |
| 1976 | Мел Брукс і Джин Вайлдер (сценарій), Мері Шеллі (роман)                          | «Young Frankenstein»                          | «Молодий Франкенштейн»                          | «United Artists»               | [ 7 ] |
| 1976 | Джон Карпентер і Ден О'Бенон                                                     | «Dark Star»                                   | «Темна зірка»                                   | «Jack H. Harris Enterprises»   | [ 7 ] |
| 1976 | Л. К. Джонс (сценарій), Гарлан Еллісон (цикл)                                    | «A Boy and His Dog»                           | «Хлопець та його пес»                           | «LQ» / «JAF»                   | [ 7 ] |
| 1976 | Вільям Гаррісон                                                                  | «Rollerball»                                  | «Роллербол»                                     | «United Artists»               | [ 7 ] |
| 1977 | Лауреата не було                                                                 | Лауреата не було                              | Лауреата не було                                | Лауреата не було               | [ 8 ] |
| 1977 | Гарлан Еллісон                                                                   | «Harlan! Harlan Ellison Reads Harlan Ellison» | «Гарлан! Гарлан Еллісон читає Гарлана Еллісона» | «Alternative World Recordings» | [ 8 ] |
| 1977 | Дейвід Зелаг Гудмен (сценарій), Вільям Ф. Нолан і Джордж Клейтон Джонсон (роман) | «Logan's Run»                                 | «Втеча Логана»                                  | «United Artists»               | [ 8 ] |
| 1977 | Пол Меєрсберг (сценарій), Волтер Тівіс (роман)                                   | «The Man Who Fell to Earth»                   | «Людина, яка впала на Землю»                    | «Columbia Pictures»            | [ 8 ] |
| 1978 | Джордж Лукас                                                                     | «Star Wars Episode IV: A New Hope»            | «Зоряні війни: Нова надія»                      | «20th Century Fox»             | [ 9 ] |
| 1978 | Номінантів не було                                                               |                                               |                                                 |                                | [ 9 ] |

### 2000-ні
| Рік  | Лауреати та номінанти                                                                                                | Назва твору мовою оригіналу                                             | Назва твору українською мовою                                                  | Видавець                                                  | Прим.  |
| ---- | --- | ----------------------------------------------------------------------- | ------------------------------------------------------------------------------ | --------------------------------------------------------- | ------ |
| 2000 | М. Найт Ш'ямалан | «The Sixth Sense»                                                       | «Шосте відчуття»                                                               | «Hollywood Pictures»                                      | [ 10 ] |
| 2000 | Роберт Дж. Евреч (сценарій), Джейн Йолен (роман)                                                                     | «The Devil's Arithmetic»                                                | «Арифметика диявола»                                                           | «Showtime Networks»                                       | [ 10 ] |
| 2000 | Бред Берд і Тім Маккенліз (сценарій), Тед Г'юз (роман)                                                               | «The Iron Giant»                                                        | «Сталевий гігант»                                                              | «Warner Bros.»                                            | [ 10 ] |
| 2000 | Джон Міллермен | «The Uranus Experiment: Part 2»                                         | «Урановий експеримент: Частина 2»                                              | «Private Black Label»                                     | [ 10 ] |
| 2000 | Сестри Вачовскі | «The Matrix»                                                            | «Матриця»                                                                      | «Warner Bros.»                                            | [ 10 ] |
| 2001 | Дейвід Говард і Роберт Гордон                                                                                        | «Galaxy Quest»                                                          | «У пошуках галактики»                                                          | «DreamWorks»                                              | [ 11 ] |
| 2001 | Френк Дарабонт (сценарій), Стівен Кінг (роман)                                                                       | «The Green Mile»                                                        | «Зелена миля»                                                                  | «Warner Bros.»                                            | [ 11 ] |
| 2001 | Міядзакі Хаяо (сценарій), Ніл Гейман (переклад англійською мовою)                                                    | «Princess Mononoke»                                                     | «Принцеса Мононоке»                                                            | «Студія Ґіблі» / «Miramax Films»                          | [ 11 ] |
| 2001 | Чарлі Кауфман | «Being John Malkovich»                                                  | «Бути Джоном Малковичем»                                                       | «Propaganda Films»                                        | [ 11 ] |
| 2001 | М. Найт Ш'ямалан | «Unbreakable»                                                           | «Невразливий»                                                                  | «Touchstone Pictures»                                     | [ 11 ] |
| 2001 | Кевін Сміт | «Dogma»                                                                 | «Догма»                                                                        | «View Askew Productions»                                  | [ 11 ] |
| 2002 | Джеймс Шемус, Куо Юнг Цай і Ванг Хай-лінг (сценарій), Ванг Дулу (роман)                                              | «Crouching Tiger, Hidden Dragon»                                        | «Тигр підкрадається, дракон ховається»                                         | «Sony Pictures Classics»                                  | [ 12 ] |
| 2002 | Брати Коен | «O Brother, Where Art Thou?»                                            | «О, де ж ти, брате?»                                                           | «Touchstone Pictures»                                     | [ 12 ] |
| 2002 | Дейвід Гейтер (сценарій), Том ДеСанто і Браян Сінгер (історія)                                                       | «X-Men»                                                                 | «Люди Ікс»                                                                     | «20th Century Fox»                                        | [ 12 ] |
| 2002 | Джосс Відон | «Buffy the Vampire Slayer»: «The Body»                                  | «Баффі — переможниця вампірів»: «Тіло»                                         | «Fox 21 Television Studios» / «Mutant Enemy Productions»  | [ 12 ] |
| 2003 | Френ Волш, Філіппа Бойенс і Пітер Джексон (сценарій), Джон Р. Р. Толкін (роман)                                      | «The Lord of the Rings: The Fellowship of the Ring»                     | «Володар перснів: Хранителі Персня»                                            | «New Line Cinema»                                         | [ 13 ] |
| 2003 | Тед Елліот і Террі Россіо                                                                                            | «Shrek»                                                                 | «Шрек»                                                                         | «DreamWorks»                                              | [ 13 ] |
| 2003 | Майкл Тейлор (сценарій), Стівен Кінг (ідея)                                                                          | «The Dead Zone»: «Unreasonable Doubt»                                   | «Мертва зона»: «Необгрунтовані сумніви»                                        | «DreamWorks»                                              | [ 13 ] |
| 2003 | Джосс Відон | «Buffy the Vampire Slayer»: «Once More, With Feeling»                   | «Баффі — переможниця вампірів»: «Ще раз, із почуттям»                          | «Warner Bros.»                                            | [ 13 ] |
| 2004 | Френ Волш, Філіппа Бойенс, Стівен Сінклер і Пітер Джексон (сценарій), Джон Р. Р. Толкін (роман)                      | «The Lord of the Rings: The Two Towers»                                 | «Володар перснів: Дві вежі»                                                    | «New Line Cinema»                                         | [ 14 ] |
| 2004 | Скотт Френк і Джон Коен (сценарій), Філіп Дік (роман)                                                                | «Minority Report»                                                       | «Особлива думка»                                                               | «20th Century Fox» / «DreamWorks»                         | [ 14 ] |
| 2004 | Дейвід Гудмен | «Futurama»: «Where No Fan Has Gone Before»                              | «Футурама»: «Де не ступала нога фаната»                                        | «Fox Broadcasting Company»                                | [ 14 ] |
| 2004 | Міядзакі Хаяо (сценарій), Сінді Дейвіс Г'ювітт і Дональд Г. Г'ювітт (переклад англійською мовою)                     | «Spirited Away»                                                         | «Сен і Тіхіро у полоні духів»                                                  | «Студія Ґіблі» / «The Walt Disney Company»                | [ 14 ] |
| 2004 | Ендрю Стентон, Боб Пітерсон і Дейвід Рейнолдс                                                                        | «Finding Nemo»                                                          | «У пошуках Немо»                                                               | «Pixar» / «The Walt Disney Company»                       | [ 14 ] |
| 2005 | Френ Волш, Філіппа Бойенс і Пітер Джексон (сценарій), Джон Р. Р. Толкін (роман)                                      | «The Lord of the Rings: The Return of the King»                         | «Володар перснів: Повернення короля»                                           | «New Line Cinema»                                         | [ 15 ] |
| 2005 | Бред Берд | «The Incredibles»                                                       | «Суперсімейка»                                                                 | «Pixar» / «The Walt Disney Company»                       | [ 15 ] |
| 2005 | Дж. Мекі Грубер і Ерік Бресс                                                                                         | «The Butterfly Effect»                                                  | «Ефект метелика»                                                               | «New Line Cinema»                                         | [ 15 ] |
| 2005 | Чарлі Кауфман і Мішель Гондрі                                                                                        | «Eternal Sunshine of the Spotless Mind»                                 | «Вічне сяйво чистого розуму»                                                   | «Focus Features»                                          | [ 15 ] |
| 2006 | Джосс Відон | «Serenity»                                                              | «Місія Сереніті»                                                               | «Universal Studios» / «Mutant Enemy Productions»          | [ 16 ] |
| 2006 | Карла Робінсон, Бредлі Томпсон і Дейвід Веддл                                                                        | «Battlestar Galactica»: «Act of Contrition» / «You Can't Go Home Again» | «Зоряний крейсер "Галактика"»: «Акт каяття» / «Ти не можеш повернутися додому» | «Sci Fi Channel»                                          | [ 16 ] |
| 2007 | Міядзакі Хаяо (сценарій), Сінді Дейвіс Г'ювітт і Дональд Г. Г'ювітт (переклад англійською мовою)                     | «Howl's Moving Castle»                                                  | «Мандрівний замок Хаула»                                                       | «Студія Ґіблі» / «The Walt Disney Company»                | [ 17 ] |
| 2007 | Крістофер Нолан і Девід С. Ґоєр                                                                                      | «Batman Begins»                                                         | «Бетмен: Початок»                                                              | «Warner Bros.»                                            | [ 17 ] |
| 2007 | Майкл Тейлор | «Battlestar Galactica»: «Unfinished Business»                           | «Зоряний крейсер "Галактика"»: «Незавершені справи»                            | «Sci Fi Channel»                                          | [ 17 ] |
| 2007 | Стівен Моффат | «Doctor Who»: «The Girl in the Fireplace»                               | «Доктор Хто»: «Дівчина в каміні»                                               | «BBC Cymru Wales» / «BBC One»                             | [ 17 ] |
| 2008 | Гільєрмо дель Торо                                                                                                   | «Pan's Labyrinth»                                                       | «Лабіринт Фавна»                                                               | «Picturehouse»                                            | [ 18 ] |
| 2008 | Альфонсо Куарон, Тімоті Дж. Секстон, Дейвід Арата, Марк Фергус і Хоук Отсбі (сценарій), Філліс Дороті Джеймс (роман) | «Children of Men»                                                       | «Останній нащадок Землі»                                                       | «Universal Studios»                                       | [ 18 ] |
| 2008 | Стівен Моффат | «Doctor Who»: «Blink»                                                   | «Доктор Хто»: «Мить»                                                           | «BBC Cymru Wales» / «BBC One»                             | [ 18 ] |
| 2008 | Крістофер Нолан і Джонатан Нолан (сценарій), Крістофер Пріст (роман)                                                 | «The Prestige»                                                          | «Престиж»                                                                      | «Touchstone Pictures»                                     | [ 18 ] |
| 2008 | Сестри Вачовскі (сценарій), Девід Ллойд (графічна новела)                                                            | «V for Vendetta»                                                        | «V означає Вендетта»                                                           | «Warner Bros.»                                            | [ 18 ] |
| 2008 | Марк Скотт Зікрі і Майкл Рівз                                                                                        | «Star Trek: New Voyages»: «World Enough and Time»                       | «Зоряний шлях: Нові подорожі»: «Світу достатньо і часу»                        | «Cawley Entertainment Company» / «The Magic Time Company» | [ 18 ] |
| 2009 | Ендрю Стентон, Джим Ріардон і Піт Доктер                                                                             | «WALL-E»                                                                | «ВОЛЛ·І»                                                                       | «Pixar» / «The Walt Disney Company»                       | [ 19 ] |
| 2009 | Крістофер Нолан, Джонатан Нолан і Девід С. Ґоєр                                                                      | «The Dark Knight»                                                       | «Темний лицар»                                                                 | «Warner Bros.»                                            | [ 19 ] |
| 2009 | Бред Райт | «Stargate Atlantis»: «The Shrine»                                       | «Зоряна брама: Атлантида»: «Святиня»                                           | «Metro-Goldwyn-Mayer»                                     | [ 19 ] |